# 亮尾拟小鳍鲨
亮尾拟小鳍鲨（Euprotomicroides zantedeschia） 是一种鲜为人知的鲨鱼，属角鲨目黑棘鲛科拟小鳍鲨属，是该属的唯一种， 目前仅有来自南大西洋和太平洋远洋带采集到的四个标本。 体型较小，鼻子呈球状，有着不同寻常的适应性，生活方式较为特殊。与其它种类不同的是，这种鲨鱼胸鳍呈桨状，腹部有袋状的腺体，可释放一种蓝色发光液体。 繁殖方式可能为卵胎生。

## 分类
第一个亮尾拟小鳍鲨标本是由一艘来自开普敦的名为Arum的拖网渔船在1963年采集到的，其最初被认定为长吻侏儒鲨，后来被确定是一个未知的物种。该物种的属名Euprotomicroides来自于这种鲨鱼与白边小鳍鲨具有相似之处。
基于齿列的系统发生学分析表明，该种鲨鱼是所属的科中最基本的一个种，且是黑棘鲛科的一个演化支。虽然目前尚未有明确的化石痕迹，但该种鲨鱼可能在古新世的早期（约5580-6550万年前）演化而来。在德国坎帕期（约7060-8350万年前）的沉积物中发现的已灭绝的鲨鱼Paraphorosoides ursulae的牙齿与该种鲨鱼非常相似。

## 命名
亮尾拟小鳍鲨的种名zantedeschia源自于天南星科马蹄莲属植物马蹄莲（Zantedeschia aethiopica，英文名Arum lily），发现第一个该种鲨鱼标本的拖网渔船Arum也是以此命名。

## 分布
亮尾拟小鳍鲨的四个标本分别在南非海域458-641米深处、乌拉圭海域195-205米深处以及智利附近的胡安·费尔南德斯群岛旁捕获。 这些捕捞记录说明了该种鲨鱼广泛分布于大洋中，但尚不清楚它们是在进行拖网作业时的海底附近还是收回渔网时被捕获的。

## 形态
亮尾拟小鳍鲨有着长而呈球状的鼻子，眼睛呈椭圆形，嘴较大。上颌牙齿29排，小而呈针状，下颌牙齿34排，大而呈三角形，齿根相互咬合形成连续的切割面，嘴唇较厚。五对鳃缝从第一对向后逐渐增大。
两个无刺背鳍呈圆形，第二个比第一个大，约位于胸鳍和腹鳍之间的中间位置。胸鳍扩大呈圆桨形，腹鳍很小，起源于第二背鳍的水平位置。臀鳍缺失，尾鳍有一个结实的下叶和较长的上叶，在靠近叶的尖端处有一个突出的凹口。身体表面被小而重叠的真皮小齿覆盖，每个小齿都有呈放射形的脊，会聚形成一个圆形的凹陷。身体上部呈深棕色，下部呈黑色，鳍的边缘呈浅色。 小型发光器官散布于身体各处。
第一个标本是一只未成熟的雌性（该标本曾被错误认定为成熟雄性），长17.6厘米，第二个标本是一个成熟的雄性，长41.6厘米，第三个也是成熟雄性，长45.5厘米，第四个是成熟雌性，长51.5厘米。

## 习性
亮尾拟小鳍鲨肌肉发达，叶状的胸鳍可用于在水中游动，其游动的方式较其它鲨鱼更接近银鲛。 坚硬的下巴和牙齿使其能够捕捉到大型猎物。 泄殖腔前的腹部区域有一个袋状的腺体，内部衬有发光组织，这些发光组织形成了许多排列紧密的乳头状结构， 开口处为一条狭缝。这个腺体会释放出一种功能未知的蓝色液体。 该种鲨鱼的繁殖方式可能与该科其它物种一样，为卵胎生。

## 现状
可能因体型小和栖息地偏僻等原因，亮尾拟小鳍鲨并没有被大量捕捞。目前，国际自然保护联盟已将其列为无危物种。